# Ein Mordsschwindel
Ein Mordsschwindel (Originaltitel True Confession) ist eine US-amerikanische Screwball-Krimikomödie unter Regie von Wesley Ruggles aus dem Jahr 1937. Als Grundlage diente das französische Theaterstück Mon Crime von Georges Berr und Louis Verneuil von 1934.

## Handlung
Ken Bartlett ist ein Anwalt mit hohen Prinzipien, so sehr, dass er nur Fälle von wirklich unschuldigen Menschen annehmen will. Dadurch sind er und seine Frau Helen, die sich eher erfolglos als Autorin von Fantasiegeschichten versucht, in die finanzielle Misere geraten. Aus Stolz möchte Ken aber nicht, dass seine Frau einem Beruf nachgeht. Helen, die es im Gegensatz zu ihrem Mann mit der Wahrheit nicht so genau nimmt, bewirbt sich dennoch auf eine Stelle als Sekretärin bei dem wohlhabenden Geschäftsmann Otto Krayler. Dieser bietet ihr gute Bezahlung trotz geringer Kompetenzen an. Schon am ersten Tag wird klar, dass Krayler sie eher als Geliebte denn als Sekretärin haben will, woraufhin Helen fluchtartig das Gebäude verlässt. Als sie wenig später feststellt, dass sie ihren Hut, Mantel und ihre Geldbörse vergessen hat, kehrt sie mit ihrer Freundin Daisy noch einmal zu Krayler zurück. Dieser wurde aber soeben erschossen und Helen wird schnell zur Hauptverdächtigen. Es sieht zunächst nach einem Raubmord aus, doch Kraylers Geld wird wenig später gefunden.
Der Ermittler Darcey befragt Helen, die nicht möchte, dass ihr Ehemann über ihre Suche nach einer Arbeitsstelle erfährt. Daher ändert Helen mehrfach ihre Geschichte und treibt Darcey zur Verzweiflung. Sie macht sich immer unglaubwürdiger und gerät in Untersuchungshaft. Ken übernimmt nun ihren Fall, glaubt aber aufgrund seiner Erfahrungen mit ihr nicht ihre diesmal korrekte Aussage, dass sie mit dem Mord nichts zu tun habe. Er hält die Beweise gegen sie für überwältigend und stellt deshalb in seiner Verteidigungsstrategie die Erschießung Kraylers als Notwehrhandlung dar, da Krayler im Begriff gewesen sei, sexuelle Gewalt gegen Helen auszuüben. Der Staatsanwalt versucht hingegen zu beweisen, dass Helen einen geplanten Mord begangen habe. Da Helen meint, dass ihr sowieso keiner glauben wird, und sie ihren Ehemann im Prozess siegen sehen will, damit dessen Karriere endlich vorankommt, schildert sie vor Gericht sehr anschaulich die angebliche Notwehrsituation.
Ken gewinnt Helens Fall und erhält anschließend viele Mandate, während Helen autobiografische Geschichten an große Zeitungen verkauft. Das Paar kann sich daher bald ein großzügiges Haus am See leisten. Ken ist allerdings schwermütig, denn er glaubt noch immer, dass seine Frau Krayler in Notwehr erschoss, und findet die Idee abstoßend, dass sie auf dessen Tod ihren Wohlstand aufbauen.
Hier kommt Charley Jasper ins Spiel, ein selbsternannter, angeblich genialer Kriminologe. Er hatte bereits den Prozess mit großem Interesse verfolgt. Charley taucht eines Abends mit der Geldbörse von Krayler im Haus der Bartletts auf und bezeichnet sich als den wahren Mörder. Er sei eifersüchtig auf den Erfolg, den sie durch seinen Mord hätten, und er möchte 30.000 Dollar von ihnen erpressen. Dafür werde er über Helens Falschaussage vor Gericht sein Schweigen bewahren, für die sie hinter Gitter kommen könnte. Helen ist hysterisch und möchte zahlen, doch der prinzipientreue Ken will dennoch den Anruf bei der Polizei durchführen, um den Mörder Charley zu entlarven. Da gesteht der nervös gewordene Charley, dass nicht er, sondern sein Schwager der Mörder von Krayler war. Sein Schwager hatte das Geld in Panik am Tatort liegen gelassen und war wenig später bei einem versuchten Banküberfall gestorben. Charley muss das Haus verlassen, ohne einen Cent gesehen zu haben.
Ken hat genug vom chronischen Lügen seiner Frau und möchte sie verlassen. Sie lügt abermals, dass sie schwanger sei, und es kommt zu einer Versöhnung. Sie gibt
ihr Lüge von der Schwangerschaft zu, meint aber, dass diese wahr werden könnte. Daraufhin trägt Ken sie ins Haus.

## Hintergrund
Ein Mordsschwindel markierte den letzten Film von Carole Lombard für das Studio Paramount Pictures, bei dem sie insgesamt acht Jahre unter Vertrag gestanden hatte. In den folgenden Jahren bis zu ihrem Unfalltod 1942 suchte sie sich ihre Projekte individuell heraus und nahm keinen Studiovertrag mehr an. Nach Liebe im Handumdrehen, Eine Prinzessin für Amerika und Swing High, Swing Low war Ein Mordsschwindel der vierte und letzte gemeinsame Film der beiden Hauptdarsteller Lombard und MacMurray. Das Szenenbild der Produktion verantworteten Hans Dreier und Robert Usher, die Kostüme schuf Travis Banton.
Das Hays Office unter Leitung von Joseph Breen, welches die Einhaltung des Hays Codes überwachen sollte, störte sich unter anderem an der Geschlechtsverkehr implizierenden Schlussszene sowie insbesondere an den Gerichtsszenen, welche etwa Falschaussagen vor Gericht als harmlos darstellen würden. Breen wollte dem Film zunächst das Siegel des Hays Offices verweigern, wenn nicht größere Änderungen stattfinden würden. Am Ende setzte sich Breens Vorgesetzter Will H. Hays mit der Ansicht durch, dass die Szenen im Gericht deshalb in Ordnung gehen würden, da der gesamte Film als Farce zu sehen sei.
Schon 1946 gab es eine Neuverfilmung namens Cross My Heart unter Regie von John Berry mit Betty Hutton und Sonny Tufts in den Hauptrollen, die aber heute deutlich unbekannter ist.
True Confession feierte am Heiligabend 1937 seine Kinopremiere und wurde in den Vorkriegsjahren in mehreren europäischen Ländern gezeigt, aber nicht in NS-Deutschland. Seine Premiere in der BRD hatte der Film erst 1985 durch eine Fernsehausstrahlung. 2022 wurde True Confession in der Retrospektive der Internationalen Filmfestspiele von Berlin gezeigt, die sich neben den Schauspielerinnen Rosalind Russell und Mae West auch Carole Lombard widmete.

## Kritiken
Die damaligen Kritiken fielen allgemein positiv aus. Die New York Times schrieb, der Film sei wesentlich eleganter, als der nach Pulp klingende Filmtitel es vermuten ließe. Das Time-Magazine befand, dass der Film „könnerisch gespielt und konstruiert“ sei. Den Film über die meisten anderen Komödien hebe, dass er ebenso gut auch als Melodram funktionieren könne.
Pauline Kael befand die beiden Hauptfiguren für zu „vereinfacht“ und ihre Komik daher für „erzwungen“, aber dank der „schwindeligen“ Komik und dem Auftritt von John Barrymore würde der Film dennoch funktionieren.
Der Filmdienst war positiv gestimmt: „Schwungvoll inszenierte, pfiffige "Screwball"-Komödie mit Elementen aus Ehe-, Gerichts- und Kriminalfilmen. Wiederholte Remakes erreichten nie die schauspielerische Eleganz dieses Originals.“
Time Out sah den Film als „erfreuende Screwball-Komödie“, deren Einfallsreichtum allerdings im Verlauf der Handlung nachlassen würde und die „besonders schwach“ ende. Trotzdem sei der Film sehenswert dank der „wundervollen“ Darstellungen, etwa von der „köstlichen“ Carole Lombard und nicht zuletzt von John Barrymore in seiner bizarren Rolle.